# Jaroslav Zeman (senátor)
Jaroslav Zeman (* 23. března 1959 Jablonec nad Nisou) je český politik, starosta obce Albrechtice v Jizerských horách, v letech 2012 až 2024 senátor za obvod č. 35 – Jablonec nad Nisou, člen hnutí Starostové pro Liberecký kraj a ředitel společnosti Detoa Albrechtice.

## Životopis
Jaroslav Zeman vystudoval jabloneckou Střední uměleckoprůmyslovou školu. Od dětství závodně lyžoval, roku 1977 na Mistrovství ČSSR v lyžování dorostu získal stříbrnou medaili v kombinaci, bronzovou ve slalomu a ve sjezdu se umístil čtvrtý. V roce 1978 začal pracovat jako vlekař u Tělovýchovné jednoty Bižuterie Jablonec na lyžařském areálu Špičák.
Roku 1984 se stal zaměstnancem tehdejšího národního podniku TOFA, závod Albrechtice, kde pracoval jako technický kontrolor. Po roce 1991 nesouhlasil s privatizačním projektem s. p. TOFA Albrechtice, který měl (podle svého vlastního tvrzení) společnost degradovat na výrobní závod německého investora, a podal konkurenční privatizační projekt zachovávající vlastní vývojové a designérské centrum a rozvíjející výrobu hraček. K 1. září 1993 byla tedy TOFA privatizována a od roku 1995 je zde Jaroslav Zeman ředitelem.
V září 2009 se stal členem představenstva Okresní hospodářské komory v Jablonci nad Nisou. V roce 2011 se stal Podnikatelem roku Libereckého kraje.
Od roku 2012 připravuje propojení dnešního skiareálu Špičák, budoucího střediska Desná-Křížek a obecních sjezdovek s cílem vytvořit největší lyžařské středisko v České republice.
V roce 2016 dokončoval revitalizaci oblasti protržené přehrady na Bílé Desné coby významného turistického cíle v regionu.

## Politická kariéra
Do ODS vstoupil v roce 2002 a již v komunálních volbách v témže roce se se ziskem 59 hlasů (z počtu 189 voličů) stal členem obecního zastupitelstva Albrechtic v Jizerských horách. Během komunálních volbách 2006 získal 86 hlasů (z počtu 186 voličů) a byl zvolen starostou obce. Funkci starosty obhájil i při komunálních volbách 2010, když dostal 137 hlasů (z počtu 209 voličů). V komunálních volbách 2014 obhájil post zastupitele obce Albrechtice v Jizerských horách, když vedl kandidátku ODS. Na konci října 2014 byl pak zvolen potřetí starostou obce. V komunálních volbách 2018 byl opět zvolen zastupitelem Albrechtic, kdy jeho ODS získala 43,05 % hlasů. Obhájil také post starosty obce. V pozici starosty se dlouhodobě zasahoval a koordinoval činnost revitalizace protržené přehrady na Bílé Desné, která katastrálně spadá pod území Albrechtic. V komunálních volbách v roce 2022 byl v obci Albrechtice v Jizerských horách lídrem kandidátky hnutí SLK. Mandát zastupitele obce obhájil.
V senátních volbách v roce 2012 se stal senátorem za Jablonecko, když v druhém kole porazil dosavadního hejtmana Libereckého kraje Stanislava Eichlera. Ve volbách do Senátu PČR v roce 2018 svůj mandát senátora za ODS v obvodu č. 35 – Jablonec nad Nisou obhajoval. Se ziskem 34,31 % hlasů vyhrál první kolo voleb a ve druhém kole se utkal s nestraničkou za hnutí Senátor 21 Michaelou Tejmlovou. Tu porazil poměrem hlasů 56,42 % : 43,57 %, a zůstal tak senátorem.
V prezidentských volbách 2018 se otevřeně postavil za Miloše Zemana. Jako důvod uvedl podobný názor na sankce vůči Rusku, vztah k Číně a kladný vztah k Donaldu Trumpovi. Na začátku roku 2019 pozastavil kvůli sporům své členství v ODS. V červnu 2019 pak podpořil nové hnutí Trikolóra. V prosinci 2020 se však stal členem hnutí Starostové pro Liberecký kraj (SLK), zůstal však členem Senátorského klubu ODS a TOP 09.
Ve volbách do Senátu PČR v roce 2024 již nekandidoval.

## Činnost v Senátu
Ve volbách v roce 2018 obhajoval současně post senátora i starosty Albrechtic v Jizerských horách, přičemž jeho podporovatelé připouštěli, že „Možná nepatří k lidem s největší docházkou v Senátu...“, jak uvedl hejtman Libereckého kraje Martin Půta. Podle informací dohledatelných v zápisech senátního Výboru pro zahraniční věci, obranu a bezpečnost se v 11. funkčním období (2016–2018) neúčastnil 6 ze 17 schůzí (4., 5., 9., 12., 15. a 17. schůze). Co se počtu jeho vystoupení v 11. funkčním období na schůzích Senátu týče, vystoupil veřejně pouze třikrát, a to navíc jako zpravodaj k senátnímu tisku – konkrétně na 5., 7. a 13. schůzi. Z celkových 2766 hlasování v období let 2012–2018 nebyl přítomen u 1145, což činí přibližně 41,4 % všech hlasování.
Aktivitu projevil v rámci navrhování a předkládání zákonů týkajících se novely zákona o odpadech a dvou novel týkajících se zákona o pomoci v hmotné nouzi – ve věci veřejné služby a doplatku za bydlení. Podílel se ještě na předložení dalších 5 senátních návrhů zákonů z celkového počtu 23 zákonů, které byly Senátem navrženy během funkčního období 2012–2018.
Dle názoru kritiků mohou ale na jeho návrh zákona o pomoci v hmotné nouzi doplatit skupiny obyvatel jako lidé starší pětapadesáti let, rodiče pečující o děti do 15 let nebo lidé s 1. stupněm invalidity a jejich pečovatelé. Tehdejší ministryně práce a sociálních věcí Michaela Marksová Tominová (ČSSD) k tomu uvedla „U nás určitě existuje diskriminace podle věku a takové lidi já chci chránit, ne jim tu situaci ještě ztěžovat“.
Podle nejnovějšího zpracování dat Českého rozhlasu, který přezkoumával aktivity senátorů, kteří končili nebo obhajovali v říjnových volbách 2018 svůj mandát, byl z hlediska legislativní aktivity v pořadí 13. z 27 končících senátorů. Z hlediska své účasti na hlasováních v horní komoře byl 3. nejhorší ze senátorů, kterým v roce 2018 končil mandát a 1. nejhorší z těch, kteří jej chtěli obhájit. V případě zpravodajských zpráv k senátním tiskům obsadil z hlediska aktivity 20. příčku z 27 s celkovým počtem 7 zpravodajských zpráv za 6 let výkonu funkce.

## Kontroverze
V roce 2014 byla v pořadu České televize věnována pozornost budování sjezdové lyžařské dráhy v Albrechticích, kterou budoval jako podnikatel na jedné straně, na druhé straně ale jako starosta řešil potřebnou výměnu obecních pozemků, které k výstavbě potřeboval, za jeho soukromé. On sám se proti těmto informacím ostře ohradil.
Čelil také obviněním ze zvyšování společenského napětí a z populismu za svoji kritiku zneužívání sociálních dávek, kdy vystupoval se sloganem „Kdo nepracuje, ať nejí“. Sám přitom ve své společnosti Detoa některým zaměstnancům vyplácí minimální mzdu.
Jeho společnost Detoa také patřila ke 44 solárním elektrárnám, které Státní energetická inspekce pokutovala kvůli pochybnostem o skutečném datu spuštění elektráren, ovšem na základě rozhodnutí Nejvyššího správního soudu inspekce zrušila udělení pokuty a řízení ve věci zastavila. Společnost Detoa tedy žádný zákon, ani cenový předpis neporušila a byly jí doplaceny zadržené příspěvky na výrobu elektřiny v plné výši.